# El Alacrán
El Alacrán fue un semanario colombiano fundado en 1849 por Joaquín Pablo Posada, cartagenero de 24 años, y Germán Gutiérrez de Piñeres, momposino de 33 años. Circuló por primera vez el 28 de enero de 1849 en la ciudad de Bogotá y desde su primer número generó crisis y conmoción entre los habitantes de la ciudad. El Alacrán, sin ninguna afiliación política e inclinándose a tendencias socialistas, publicaba críticas a la población bogotana del momento, con el fin de recuperar la moral del panorama individualista y ostentoso al que pertenecían las clases altas de la ciudad. Retrató por medio de la sátira la cruda realidad de los excesos y opulencia de las élites capitalinas, convirtiéndose en una de las publicaciones colombianas más importantes del siglo XIX.Sin embargo, el valor crítico de su contenido no fue apreciado por muchas de las élites y dirigentes de la época, quienes eran los blancos de varios números semanales. Debido a esto, sus autores y colaboradores sufrieron de persecuciones, encarcelamientos y juicios constantes, lo que llevó a la corta duración de este semanario. Fueron siete números en total los publicados por El Alacrán, impresos por las imprentas de Vicente Lozada y de Nicolás Gómez. La mayoría de estos, vieron la luz mientras sus autores estaban detenidos en la cárcel. Cabe resaltar que "este periódico picaresco-comunista, a pesar de no declararse defensor de algún partido político o establecer una posición política fija, defendió y se hizo del lado del dictador populista José María Melo y las sociedades artesanas que lo defendían".
El carácter de El Alacrán lo llevó a ser una joya periodística en donde se plasmó libremente la opinión y crítica en un periodo crucial para la prensa y la situación sociopolítica de la época. Sin embargo, también lo llevó a un final rápido y tumultuoso, los autores y editores de los textos se enfrentaron a varias denuncias de obscenidad, calumnia e injuria. Además  sus directores se enfrentaron a un juicio bajo la acusación de sedición y difamación. Al final todos estos eventos condujeron a la clausura del periódico el 22 de febrero de 1849.

## Autores
Los autores de este semanario fueron los primos Joaquín Pablo Posada (1825-1880) y Germán Gutiérrez de Piñeres (1816-1872), juntos crearon esta pieza controversial que trascendió en la historia del periodismo, política y opinión pública de Colombia. Ambos eran escritores y poetas idealistas que venían de familias ilustres. Por un lado, Germán Gutiérrez fue una gran poeta y dramaturgo que ejerció como abogado defensor y profesor de literatura. Por otro lado, Joaquín Posada, reconocido como el principal redactor de El Alacrán, elaboró gran parte del material publicado en el semanario. Además, colaboró en periódicos como: El Tiempo,  El 7 de Marzo,  La Biblioteca de Señoritas, El Orden, El Mosaico, y en Costa Rica fue uno de los redactores de El Costarricense. Escribió Los camafeos, una exposición de importantes personajes colombianos en los ámbitos de la política, comercio, economía y milicia, la cual fue publicada en 1879. Por todos sus trabajos y aportes al mundo de la escritura y el periodismo fue altamente reconocido en distintos países, de hecho, en Cuba fue coronado por don José Concha como el Espronceda americano. Luego, en Barranquilla, en su lecho de muerte falleció a los 55 años, el 4 de abril de 1880.
Aunque estos dos personajes son reconocidos como los autores principales del semanario, durante uno de los juicios que sufrió El Alacrán, Ramón Galindo, encargado de la imprenta de Nicolás Gómez y responsable por la impresión los números de dos a siete, reveló como autor a Silverio Samudio. Este suceso causó gran sorpresa y confusión, ya que no existen textos o registros referentes a El Alacrán en donde se recoja su nombre, tampoco se encuentra mención de su nombre en las alegaciones de inocencia presentadas por los redactores conocidos. Sin embargo, tanto Joaquín Posada como Germán Gutiérrez de Piñeres reclamaron su libertad e inocencia apoyándose en la supuesta aceptación de responsabilidad absoluta por parte de Samudio, quien habría presentado al juez documentos originales de todos los números con su firma.  Cabe resaltar que en los documentos que se pudieron obtener del proceso no hay registro de esta acción, pero existen otros textos que afirman que el proceso continuó con los tres acusados.

## Contenido de El Alacrán

### Números publicados
- N°1: (28 de enero de 1849) La semana literaria de El Alacrán 1.Entrega. Impreso por Ramón Galeano. Ocho páginas.
- N°2: (4 de febrero de 1849) El Alacrán. Imprenta de N. Gómez por R.Galindo. Ocho páginas.
- N°3: (8 de febrero de 1849) El Alacrán. Imprenta de N.Gómez por R. Galindo. Ocho páginas.
- N°4: (11 de febrero de 1849) El Alacrán. Imprenta de N. Gómez por R. Galindo. Ocho páginas.
- N°5: (15 de febrero de 1849) El Alacrán. Imprenta de N.Gómez por R. Galindo. Ocho páginas.
- N°6: (18 de febrero de 1849) El Alacrán. Imprenta de N. Gómez por R.Galindo. Ocho páginas.
- N°7: (22 de febrero de 1849) El Alacrán. Imprenta de N.Gómez por R. Galindo. Ocho páginas.